# Victor Chéri
Victor Cizos, dit Victor Chéri, né à Auxerre le 14 mars 1830 et mort dans le 4e arrondissement de Paris le 10 novembre 1882, est un compositeur et violoniste français.

## Biographie
Victor Cizos est le fils de Jean Baptiste Cizos, dit Chéry, artiste dramatique, et de Sophie Garcin, il a pour sœurs les actrices Rose Chéri et Anna Chéri.
Il étudie la musique auprès de Pierre-Joseph-Guillaume Zimmerman et Adolphe Adam.
De 1848 à 1859, il est premier violon à l'Opéra de Paris.
Il remporte en 1855 le second prix de Rome, puis devient le Chef d'orchestre au théâtre des Variétés, puis au théâtre du Châtelet et enfin au Théâtre du gymnase,.
Non marié, il reconnait néanmoins une fille née en 1857, Jeanne Marguerite qui en 1877 épouse Léon Brémont.
Il se donne la mort à son domicile de la rue du Temple le 10 novembre 1882. Il est inhumé le 13 novembre au cimetière de Montmartre.